# Grand Prix Formule 1 van België 1955
De Grand Prix Formule 1 van België 1955 werd gehouden op 5 juni op het circuit van Spa-Francorchamps in Stavelot. Het was de vierde race van het seizoen.

## Uitslag
| Pos. | Nr. | Coureur                   | Constructeur | Rondes | Tijd / Oorzaak uitval | Grid | Punten |
| ---- | --- | ------------------------- | ------------ | ------ | --------------------- | ---- | ------ |
| 1    | 10  | Juan Manuel Fangio        | Mercedes     | 36     | 2:39:29.0             | 2    | 9S     |
| 2    | 14  | Stirling Moss             | Mercedes     | 36     | +8.1                  | 3    | 6      |
| 3    | 2   | Giuseppe Farina           | Ferrari      | 36     | +1:40.5               | 4    | 4      |
| 4    | 6   | Paul Frère                | Ferrari      | 36     | +3:25.5               | 8    | 3      |
| 5    | 24  | Roberto Mieres Jean Behra | Maserati     | 35     | +1 Ronde              | 13   | 1      |
| 6    | 4   | Maurice Trintignant       | Ferrari      | 35     | +1 Ronde              | 10   |        |
| 7    | 22  | Luigi Musso               | Maserati     | 34     | +2 Rondes             | 7    |        |
| 8    | 26  | Cesare Perdisa            | Maserati     | 33     | +3 Rondes             | 11   |        |
| 9    | 28  | Louis Rosier              | Maserati     | 33     | +3 Rondes             | 12   |        |
| DNF  | 12  | Karl Kling                | Mercedes     | 21     | Olielek               | 6    |        |
| DNF  | 30  | Eugenio Castellotti       | Lancia       | 16     | Versnellingsbak       | 1    |        |
| DNF  | 40  | Mike Hawthorn             | Vanwall      | 8      | Versnellingsbak       | 9    |        |
| DNF  | 20  | Jean Behra                | Maserati     | 3      | Spin                  | 5    |        |
| DNS  | 38  | Johnny Claes              | Maserati     |        | Motor                 |      |        |
| DNS  | 48  | Piero Taruffi             | Ferrari      |        |                       |      |        |
| DNS  | 4   | Harry Schell              | Ferrari      |        |                       |      |        |

## Noot
- Dit was de vierendertigste start aan een Grand Prix voor Giuseppe Farina, en daarmee was hij de meest ervaren coureur tot dan toe.
- Eerste pole position voor Eugenio Castellotti.
- Dit was de derde keer dat Juan Manuel Fangio de Grote Prijs van België won, en daarmee vestigde hij een nieuw record. Hij verbrak het record van Alberto Ascari (2), gevestigd tijdens de Grote Prijs van België van 1953.